# Denis Boïarintsev
Denis Konstantinovitch Boïarintsev (en russe : Дени́с Константи́нович Боя́ринцев) est un footballeur international russe né le 6 février 1978 à Moscou.

## Biographie

### Carrière en club
Natif de Moscou, Boïarintsev est formé à l'école de sport locale Smena, dont il intègre l'équipe professionnelle en 1995 et effectue dans la foulée ses débuts en quatrième division russe à l'âge de 17 ans. Après deux saisons au club, il rejoint en 1997 le MIFI Moscou avant d'être recruté l'année suivante par le Nosta Novotroïtsk, équipe de troisième division. S'y imposant très vite comme titulaire, il contribue à la victoire de son équipe dans le groupe Oural lors de la saison 1999 puis à sa promotion au deuxième échelon à l'issue des barrages de promotion. Il reste par la suite pour l'exercice 2000, qui débouche cependant sur une relégation du Nosta et le départ du joueur en fin d'année.
Recruté par le Rubin Kazan en début d'année 2001, il participe l'année suivante à la victoire du club en championnat de deuxième division et découvre ainsi la première division en 2003. Auteur de sept buts en vingt-huit matchs de championnat pour sa première saison dans l'élite, incluant deux doublés contre le FK Rostov et le Krylia Sovetov Samara, Boïarintsev participe ainsi activement à la bonne saison du Rubin qui termine troisième de la compétition. Bien que l'exercice suivant soit plus décevant avec une dixième place en championnat, il dispute à l'été 2004 sa première coupe d'Europe en prenant part au deuxième tour de qualification de la Coupe UEFA face au Rapid Vienne, inscrivant le deuxième but des siens lors du match aller remporté 2-0 à Vienne, mais ne pouvant finalement éviter l'élimination après une défaite 3-0 à domicile au match retour.
Ses bonnes prestations à Kazan lui valent d'être recruté en début d'année 2005 par le Spartak Moscou, où il évolue pendant trois ans pour une centaine de rencontres jouées et quinze buts marqués, passant progressivement de titulaire régulier à joueur de rotation, et avec qui il termine trois fois de suite vice-champion de Russie entre 2005 et 2007, contribuant également au parcours de l'équipe qui atteint la finale de la coupe nationale en 2006, bien que ne prenant pas part à cette dernière rencontre perdue par les siens face au CSKA Moscou. Il y découvre par ailleurs la Ligue des champions la même année, prenant part à quatre rencontres de la phase de groupes qui le voit notamment inscrire deux buts lors des deux rencontres contre le Sporting Portugal et délivrer une passe décisive face à l'Inter Milan, ce qui ne permet cependant pas au Spartak de se qualifier pour le tour suivant, étant repêché par la suite en Coupe UEFA où il est directement éliminé par le Celta Vigo.
Quittant le club en fin d'année 2007, Boïarintsev rejoint le Chinnik Iaroslavl pour la saison 2008. Devenant rapidement un des principaux joueurs de l'effectif, il dispute la quasi-totalité des rencontres du championnat en tant que titulaire et inscrit six buts pour autant de passes décisives délivrées. Il se voit attribuer le brassard de capitaine lors de la deuxième moitié du championnat mais ne peut cependant éviter la relégation de l'équipe qui termine quinzième du championnat en fin d'exercice. Il retourne l'année suivante au Spartak Moscou où il dispute dix-neuf rencontres tandis que le club termine une nouvelle fois deuxième du championnat russe.
Après un passage au Saturn Ramenskoïe lors de la saison 2010, Boïarintsev retrouve la deuxième division en rejoignant le Jemtchoujina Sotchi en début d'année 2011. Après une vingtaine de matchs joués lors du premier semestre de cette même année, il est racheté durant l'été par le Tom Tomsk en première division mais ne parvient pas à amener le club au maintien au terme de l'exercice 2011-2012. Retrouvant le deuxième échelon à l'été 2012 en rejoignant le Torpedo Moscou, il effectue deux saisons au club, contribuant notamment à sa promotion en première division lors de la saison 2013-2014, bien que ne prenant pas part au barrage de promotion remporté face au Krylia Sovetov Samara. Il met par la suite un terme à sa carrière de joueur en mai 2014, à l'âge de 36 ans.

### Carrière internationale
Boïarintsev connaît sa première sélection officieuse sous Gueorgui Iartsev lors d'un match amical face au Japon olympique le 11 février 2004, disputant la deuxième mi-temps de la rencontre qui s'achève sur un match nul 1-1. Sa première sélection officielle prend place un peu plus de deux mois plus tard à l'occasion d'un autre match amical contre la Norvège le 28 avril suivant, où il dispute à nouveau la deuxième période tandis que les siens sont cette fois vaincus 3-2. Après une nouvelle sélection contre la Lituanie au mois d'août, il dispute son premier match de compétition le 4 septembre 2004 face à la Slovaquie dans le cadre des éliminatoires de la Coupe du monde 2006. Il joue ensuite deux autres rencontres face au Luxembourg et au Portugal. Sa sixième et dernière sélection est un match amical contre l'Italie le 9 février 2005.

### Carrière d'entraîneur
Quelques jours après la fin de sa carrière de joueur, Boïarintsev est nommé entraîneur adjoint de l'équipe réserve du Torpedo Moscou en juin 2014 avant d'en devenir l'entraîneur principal dès le mois suivant. Il est par la suite relégué comme adjoint à partir du mois d'octobre, occupant ce poste jusqu'à la fin de la saison 2014-2015. Il devient par la suite entraîneur adjoint au Nosta Novotroïtsk en février 2016 avant d'être nommé à la tête du Tekstilchtchik Ivanovo au mois de septembre 2017. Sous ses ordres, l'équipe termine dans un premier temps deuxième du groupe Ouest de la troisième division en 2018 avant de l'emporter l'année suivante et d'obtenir la promotion au deuxième échelon. Il est cependant renvoyé en fin d'année 2019 alors que le club se classe avant-dernier de la deuxième division à la trêve hivernale.
Par la suite, il intègre l'encadrement technique du Kamaz Naberejnye Tchelny sous les ordres de Mikhaïl Belov en début d'année 2020 jusqu'au départ de ce dernier au moins d'octobre, refusant notamment de prendre sa place à la tête de l'équipe. À la fin du mois de juin 2021, Boïarintsev est nommé entraîneur principal du Rodina Moscou. Sous ses ordres, le club s'impose au sein du groupe 3 à la victoire de la troisième division 2021-2022 et est promu au deuxième division. Il quitte ses fonctions dans la foulée.

## Statistiques

### Statistiques de joueur
| Saison                | Club                  | Championnat           | Championnat | Championnat | Coupe(s) nationale(s) | Coupe(s) nationale(s) | Compétition(s) continentale(s) | Compétition(s) continentale(s) | Compétition(s) continentale(s) | Total | Total |
| Saison                | Club                  | Division              | M.          | B.          | M.                    | B.                    | Comp.                          | M.                             | B.                             | M.    | B.    |
| 1995                  | Smena Moscou          | D4                    | 34          | 1           | -                     | -                     | -                              | -                              | -                              | 34    | 1     |
| 1996                  | Smena Moscou          | D4                    | 37          | 3           | -                     | -                     | -                              | -                              | -                              | 37    | 3     |
| 1997                  | MIFI Moscou           | D4                    | 35          | 3           | -                     | -                     | -                              | -                              | -                              | 35    | 3     |
| Sous-total            | Sous-total            | Sous-total            | 106         | 7           | -                     | -                     | -                              | -                              | -                              | 106   | 7     |
| 1998                  | Nosta Novotroïtsk     | D3                    | 32          | 6           | 5                     | 0                     | -                              | -                              | -                              | 37    | 6     |
| 1999                  | Nosta Novotroïtsk     | D3                    | 30          | 5           | 2                     | 1                     | -                              | -                              | -                              | 32    | 6     |
| 2000                  | Nosta Novotroïtsk     | D2                    | 36          | 3           | 2                     | 0                     | -                              | -                              | -                              | 38    | 3     |
| Sous-total            | Sous-total            | Sous-total            | 98          | 14          | 9                     | 1                     | -                              | -                              | -                              | 107   | 15    |
| 2001                  | Rubin Kazan           | D2                    | 29          | 6           | 3                     | 1                     | -                              | -                              | -                              | 32    | 7     |
| 2002                  | Rubin Kazan           | D2                    | 27          | 5           | 2                     | 0                     | -                              | -                              | -                              | 29    | 5     |
| 2003                  | Rubin Kazan           | D1                    | 28          | 7           | 3                     | 3                     | -                              | -                              | -                              | 31    | 10    |
| 2004                  | Rubin Kazan           | D1                    | 24          | 4           | 3                     | 0                     | C3                             | 2                              | 1                              | 29    | 5     |
| Sous-total            | Sous-total            | Sous-total            | 108         | 22          | 11                    | 4                     | -                              | 2                              | 1                              | 121   | 27    |
| 2005                  | Spartak Moscou        | D1                    | 27          | 4           | 1                     | 0                     | -                              | -                              | -                              | 28    | 4     |
| 2006                  | Spartak Moscou        | D1                    | 22          | 2           | 7                     | 1                     | C1                             | 5                              | 2                              | 34    | 5     |
| 2007                  | Spartak Moscou        | D1                    | 24          | 3           | 7                     | 3                     | C1+C3                          | 1+6                            | 0                              | 38    | 6     |
| Sous-total            | Sous-total            | Sous-total            | 73          | 9           | 15                    | 4                     | -                              | 12                             | 2                              | 100   | 15    |
| 2008                  | Chinnik Iaroslavl     | D1                    | 27          | 6           | -                     | -                     | -                              | -                              | -                              | 27    | 6     |
| 2009                  | Spartak Moscou        | D1                    | 19          | 0           | 1                     | 0                     | -                              | -                              | -                              | 20    | 0     |
| 2010                  | Saturn Ramenskoïe     | D1                    | 16          | 1           | 1                     | 0                     | -                              | -                              | -                              | 17    | 1     |
| 2011-2012             | Jemtchoujina Sotchi   | D2                    | 18          | 2           | 2                     | 0                     | -                              | -                              | -                              | 20    | 2     |
| 2011-2012             | Tom Tomsk             | D1                    | 23          | 2           | 1                     | 0                     | -                              | -                              | -                              | 24    | 2     |
| 2012-2013             | Torpedo Moscou        | D2                    | 28          | 1           | 2                     | 1                     | -                              | -                              | -                              | 30    | 2     |
| 2013-2014             | Torpedo Moscou        | D2                    | 23          | 2           | -                     | -                     | -                              | -                              | -                              | 23    | 2     |
| Sous-total            | Sous-total            | Sous-total            | 154         | 14          | 7                     | 1                     | -                              | -                              | -                              | 161   | 15    |
| Total sur la carrière | Total sur la carrière | Total sur la carrière | 539         | 66          | 42                    | 10                    | -                              | 14                             | 3                              | 595   | 79    |

### Statistiques d'entraîneur
| Torpedo Moscou rés.    | 29 juillet 2014   | 16 octobre 2014  | 10  | 2  | 3  | 5  | 20,0 |
| Tekstilchtchik Ivanovo | 12 septembre 2017 | 20 décembre 2019 | 71  | 35 | 11 | 25 | 49,3 |
| Rodina Moscou          | 29 juin 2021      | 11 juin 2022     | 32  | 22 | 6  | 4  | 68,8 |
| FK Novossibirsk        | 24 novembre 2022  | 3 mai 2023       | 5   | 1  | 3  | 1  | 20,0 |
| Sokol Saratov          | 4 mai 2023        | 29 novembre 2023 | 28  | 8  | 6  | 14 | 28,6 |
| Total                  | Total             | Total            | 146 | 68 | 29 | 49 | 46,6 |

## Palmarès
En tant que joueur
- Nosta Novotroïtsk
  - Vainqueur de la zone Oural de la troisième division russe en 1999.

- Rubin Kazan
  - Champion de Russie de deuxième division en 2002.

- Spartak Moscou
  - Vice-champion de Russie en 2005, 2006, 2007 et 2009.
  - Finaliste de la Supercoupe de Russie en 2006 et 2007.

En tant qu'entraîneur
- Tekstilchtchik Ivanovo
  - Vainqueur de la zone Ouest de la troisième division russe en 2019.

- Rodina Moscou
  - Vainqueur du groupe 3 de la troisième division russe en 2022.